# Campionati francesi di ski cross 2020
I Campionati francesi di ski cross 2020 si sono svolti a Val Thorens il 20 gennaio. Il programma ha incluso sia la gara femminile che la gara maschile. 
Trattandosi di competizioni valide anche ai fini del punteggio FIS, vi hanno partecipato anche sciatori di altre federazioni, senza che questo consentisse loro di concorrere al titolo nazionale francese.

## Risultati

### Uomini
| Pos. | Atleta                | Nazione  |
| ---- | --------------------- | -------- |
| 1    | Florian Wilmsmann     | Germania |
| 2    | Bastien Midol         | Francia  |
| 3    | Jean-Frédéric Chapuis | Austria  |
| 4    | Terence Tchiknavorian | Francia  |

### Donne
| Pos. | Atleta                   | Nazione  |
| ---- | ------------------------ | -------- |
| 1    | Marielle Berger Sabbatel | Francia  |
| 2    | Heidi Zacher             | Germania |
| 3    | Daniella Maier           | Germania |
| 4    | Amelie Schneider         | Francia  |
| 5    | Jade Grillet-Aubert      | Francia  |